# Juego peligroso
Juego peligroso es una película mexicana de 1966 del género de comedia negra-crimen, la cual consta de dos episodios dirigidos por Arturo Ripstein y Luis Alcoriza, respectivamente.

## Sinopsis

### Primer Episodio: "H.O."
- Dirección: Arturo Ripstein.
- Guion: Gabriel García Márquez

Homero Olmos, un famoso publicista televisivo conocido como "H.O." o "La voz de la experiencia", circula por una carretera solitaria con destino a Río de Janeiro cuando se encuentra con Claudia y Luis, una pareja de recién casados cuyo auto quedó accidentado. Mientras Luis se queda a esperar por una grúa, Homero lleva en su auto a Claudia a la casa donde los nuevos esposos deben pasar la luna de miel y, debido a una serie de accidentes fortuitos, él termina quedándose allí con la joven hasta que, cuando finalmente él decide irse, ella le revela que se casó obligada por su padre con Luis para poder salvar su fortuna e inicia un coqueteo con el publicista.
Sin embargo, cuando la pareja está en la habitación principal a punto de hacer el amor, súbitamente aparece Luis tomándoles varias fotos y nos enteramos que todo lo anterior fue un plan orquestado por él y Virginia (el verdadero nombre de Claudia) desde hacía un tiempo para chantajear y extorsionar al publicista hasta que, finalmente, vemos que Homero llega al hotel donde se encuentran hospedados desde hacía varias horas su esposa e hijos y, cuando ella le reclama por la demora, él termina descargando su furia con todos ellos, mientras que la pareja de criminales vuelven a la carretera en búsqueda de una nueva víctima.

### Segundo Episodio: "Divertimento"
- Dirección y Guion: Luis Alcoriza.

Mario es un playboy quien está casado con Lucía, una millonaria venida a menos, y él a su vez también mantiene una relación adúltera con una de sus amigas, la temperamental y libertina millonaria Lena Anderson hasta que, cuando ejecutan la hipoteca de la casa, Lucía le propone a su marido que, aprovechando que los tres van a dar un paseo en lancha por una bahía, él finja matarla lanzándola al agua y, con ello, chantajear a Lena por este crimen.
Sin embargo, y paralelamente al plan de Lucía, Lena también le propone a Mario que mate a su esposa, ya que ella no quiere darle el divorcio por lo que, ya en la lancha, él le da una pedrada en la cabeza a su mujer pero, en un descuido de Mario, Lena termina rematando a Lucía y el cadáver de ésta termina hundido en el agua.
La relación entre Lena y Mario continúa viento en popa, pero al recibir ella una llamada telefónica anónima en donde la están extorsionando por cien mil dólares, cree que es obra del detective que contrató su papá hace un tiempo atrás para vigilarla (aunque, en realidad, es Mario el autor de dichas amenazas) por lo que ella termina montándole una trampa mortal al investigador privado y, a partir de entonces, la pareja vive una relación tormentosa y conflictiva ya que, ahora, Lena termina descubriendo al erotismo ligado a la muerte al matar a todos aquellos que se interfieren con su relación ya que, según ella, “El verdadero amor tiene que ser fuego, locura, condenación, un delirio incontenible” y, a su vez, Mario se siente culpable por desatar esta cadena de asesinatos y trata por todos los medios de no tener intimidad con ella.
Finalmente, un Mario ya atormentado por la culpa e incapaz de hacerle cambiar de opinión a Lena, confiesa todos los crímenes a un sacerdote para luego asesinar a su amante mientras muere envenenado por esta.

## Elenco

### Primer Episodio: "H. O."
- Julissa ... Claudia / Virginia
- Leonardo Villar (actor) ... Homero Olmos
- Jefferson Dantas ... 	Luis Robles
- Átila Almeida ... Agente de tránsito
- Ademir Benevento	... Salvavidas
- Annik Malvil	... Marta, la esposa de Homero
- Antonio Dresjan ... Rodrigo, hijo de Homero y Marta
- Celso Dresjan ... Gonzalo, hijo de Homero y Marta
- Embaixador	... Policía

### Segundo Episodio: "Divertimento"
- Silvia Pinal ... Lena Anderson
- Milton Rodríguez ... Mario
- Eva Wilma ... Lucía
- Leila Diniz ... Sirvienta
- Kleber Drable ... Frank
- Diana Azambuja
- Ricardo Luna
- Rossana Ghessa
- Alberto Prado
- Maria Teresa Simon
- Nederson Suita